# Пушистые против Зубастых
«Пушистые против Зубастых» (англ. The Outback) — это совместный анимационный проект Южной Кореи и США, режиссёра Кюнг Хо Ли на сценарий Скотта Клевенджера, Криса Денка и Тимоти Вейн Петернела. Мультфильм вышел в прокат 25 октября 2012 года.

## Сюжет
Этот мультфильм о Джонни, одинокой белой коале, которая жила в центре австралийской глубинки. Джонни встречает группу животных, которых запугивает крокодил Крокодул со своей шайкой, и решает помочь им. У него появились друзья Прыгун и Пуговка, которые всем сердцем верят в то, что Джонни сможет защитить их от злодеев. Но однажды банда Крокодула похищает Пуговку, и Джонни решает отправиться за ними в Джунгли, чтобы спасти свою подругу и положить конец крокодилу и его банде: грифу и динго.
Также в этом мультфильме присутствует ряд отсылок к известным фильмам: «Супермен», «Человек-паук», «Гарри Поттер», «Спарта». Звучит известная песня австралийского коллектива Men At Work «Down Under».

## Роли озвучивали
| Актёр            | Роль       |
| ---------------- | ---------- |
| Роб Шнайдер      | Джонни     |
| Дженни Полас     | Шарлотта   |
| Ивонн Страховски | Миранда    |
| Чарли Бьюли      | Локи       |
| Алан Камминг     | Бог        |
| Тим Карри        | Blacktooth |
| Крис Эджерли     | Борис      |
| Брэт МакКензи    | Хэмиш      |